# Abidda
Abidda (łac. Dioecesis Abiddensis) – stolica historycznej diecezji w Cesarstwie Rzymskim (prowincja Bizacena), współcześnie w Tunezji. Wzmiankowana w V wieku. Od 1933 katolickie biskupstwo tytularne. 

## Biskupi tytularni
| Lp. | Biskup                    | Funkcja                                    | Od               | Do                  |
| --- | ------------------------- | ------------------------------------------ | ---------------- | ------------------- |
| 1   | Wilhelm Josef Duschak SVD | wikariusz apostolski Calapan (Filipiny)    | 12 lipca 1951    | 5 maja 1997         |
| 2   | Peter Louis Cakü          | biskup pomocniczy Kengtung (Mjanma)        | 20 maja 1997     | 2 października 2001 |
| 3   | Mario Aurelio Poli        | biskup pomocniczy Buenos Aires (Argentyna) | 8 lutego 2002    | 24 czerwca 2008     |
| 4   | Carlos Suárez Cázares     | biskup pomocniczy Morelii (Meksyk)         | 4 listopada 2008 |                     |